# NHK湯沢ラジオ中継局

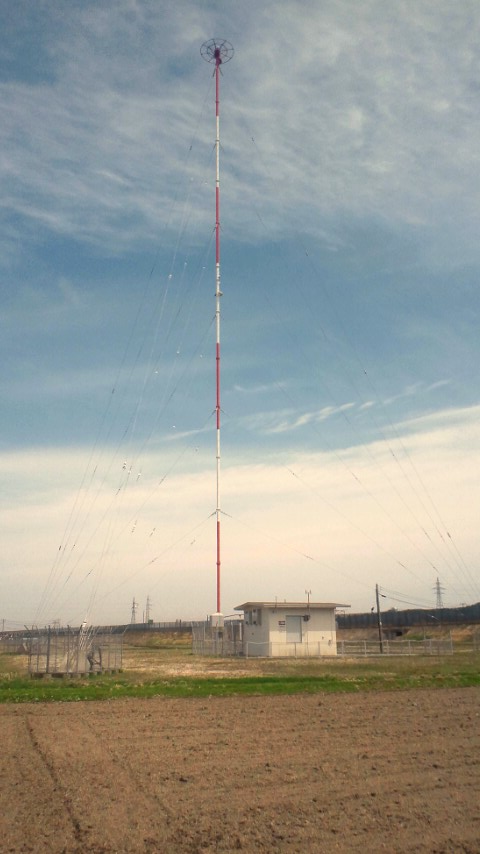
NHKラジオ湯沢放送局送信塔全景

NHK湯沢ラジオ中継局（エヌエイチケイゆざわラジオちゅうけいきょく）は、秋田県湯沢市にあるNHK秋田放送局の中波放送中継局のこと。正式な名称は、放送局としてはNHK湯沢放送局（中継局は通称）、送信施設としては湯沢ラジオ中継放送所である。

## 概要
- 当中継局は、湯沢市万石にある。

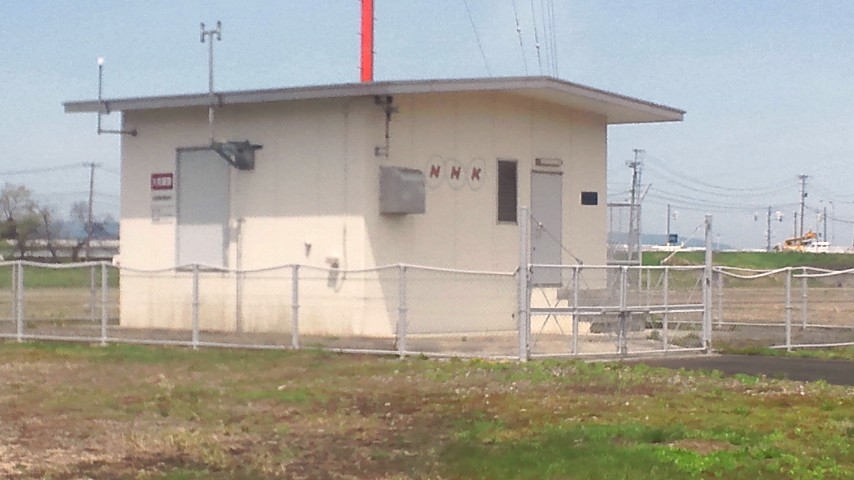
局舎

- 当中継局にはラジオ第1放送の中継局があり、湯沢雄勝地域の広い範囲に電波を発射している。

## 中継局送信施設概要
| 放送局名         | 周波数  | 空中線電力 | 放送対象地域 | 放送区域内世帯数 | 開局年月日   |
| ---------------- | ------- | ---------- | ------------ | ---------------- | ------------ |
| NHK秋田ラジオ第1 | 1584kHz | 100W       | 秋田県       | 約-世帯          | 1965年3月6日 |

- なお、NHKラジオ第2放送については、秋田本局又は横手中継局を、秋田放送ラジオについては、横手中継局を受信している。